# Andy Capicik
Andrew „Andy“ Capicik (* 22. März 1973 in Toronto, Ontario) ist ein ehemaliger kanadischer Freestyle-Skier. Er war auf die Disziplin Aerials (Springen) spezialisiert. Bei den Weltmeisterschaften 1997 gewann er die Bronzemedaille, im Weltcup gelangen ihm drei Siege. Nach seiner Laufbahn als Leistungssportler wirkt er als Kameraassistent an Film- und Fernsehproduktionen mit.

## Biografie

### Sportliche Laufbahn
Andy Capicik nahm im März 1991 in allen fünf Disziplinen an den Internationalen Jugendmeisterschaften in Frankreich teil und erreichte sein bestes Resultat als Fünfter der Kombination. Am 11. Dezember 1992 gab er in Tignes sein Debüt im Freestyle-Skiing-Weltcup. Bereits vier Wochen später konnte er in Blackcomb in seinem erst dritten Wettkampf den ersten Weltcupsieg feiern. Nachdem ihm in La Plagne sein zweiter Sieg geglückt war, belegte er bei den Weltmeisterschaften in Altenmarkt-Zauchensee Rang 18.
Bei den Olympischen Winterspielen in Lillehammer, wo Aerials erstmals offiziell auf dem Programm stand, verpasste Capicik als Vierter nur knapp die Medaillenränge. In den beiden folgenden Wintern konnte er keine Podestplätze belegen, bei den Weltmeisterschaften in La Clusaz wurde er Fünfter. Zwei Jahre später gewann er bei den Weltmeisterschaften 1997 in Iizuna Kōgen hinter Nicolas Fontaine und Eric Bergoust die Bronzemedaille. Auch in der Weltcup-Disziplinenwertung konnte er sich im selben Jahr erstmals auf Platz drei klassieren. Im Winter darauf verbesserte er sich dank eines Sieges in Piancavallo auf Platz zwei hinter seinem Landsmann Fontaine, bei den Olympischen Spielen von Nagano kam er hingegen nicht über Rang zwölf hinaus.
In seinen letzten Karrierejahren konnte Capicik nicht mehr an frühere Erfolge anknüpfen. Vereinzelt gelangen ihm noch Weltcup-Podestplätze, bei den Weltmeisterschaften in Meiringen-Hasliberg und Whistler schaffte er es aber jeweils nicht ins Finale. Im Anschluss an die Olympischen Spiele von Salt Lake City, wo er noch einmal Rang acht belegte, beendete er seine aktive Laufbahn im Leistungssport.

### Weitere Karriere
Nach seiner Sportlerkarriere studierte Andy Capicik Cinematography an der Vancouver Film School. Nachdem er zunächst als zweiter Kameraassistent an Fernsehfilmen und Videos mitgewirkt hatte, war er als Kamera-Trainee an Butterfly Effect 2 und Fall 39 beteiligt. Bei den erfolgreichen Hollywood-Produktionen Tödliches Kommando – The Hurt Locker, Love Happens, 2012 und The Cabin in the Woods übernahm er erneut die Rolle des zweiten Kameraassistenten.
Der auch als Skitrainer tätige Capicik ist mit der ehemaligen Buckelpistenfahrerin Tami Bradley verheiratet. Das Paar hat zwei gemeinsame Kinder und lebt in North Vancouver.

## Erfolge

### Olympische Spiele
- Lillehammer 1994: 4. Aerials
- Nagano 1998: 12. Aerials
- Salt Lake City 2002: 8. Aerials

### Weltmeisterschaften
- Altenmarkt-Zauchensee 1993: 18. Aerials
- La Clusaz 1995: 5. Aerials
- Nagano 1997: 3. Aerials
- Meiringen-Hasliberg 1999: 17. Aerials
- Whistler 2001: 16. Aerials

### Weltcupwertungen
| Saison  | Gesamt | Gesamt | Aerials | Aerials |
| Saison  | Platz  | Punkte | Platz   | Punkte  |
| ------- | ------ | ------ | ------- | ------- |
| 1992/93 | 21.    | 74     | 9.      | 444     |
| 1993/94 | 17.    | 77     | 6.      | 616     |
| 1994/95 | 39.    | 54     | 16.     | 432     |
| 1995/96 | 30.    | 66     | 12.     | 596     |
| 1996/97 | 14.    | 81     | 3.      | 728     |
| 1997/98 | 7.     | 90     | 2.      | 632     |
| 1998/99 | 14.    | 73     | 9.      | 220     |
| 1999/00 | 38.    | 38     | 20.     | 152     |
| 2000/01 | 8.     | 85     | 5.      | 424     |
| 2001/02 | 28.    | 54     | 16.     | 216     |

### Weltcupsiege
Capicik errang im Weltcup 13 Podestplätze, davon 3 Siege:
| Datum             | Ort         | Land       | Disziplin |
| ----------------- | ----------- | ---------- | --------- |
| 10. Januar 1993   | Blackcomb   | Kanada     | Aerials   |
| 26. Februar 1993  | La Plagne   | Frankreich | Aerials   |
| 16. Dezember 1997 | Piancavallo | Italien    | Aerials   |

## Filmografie
- 2005: Home for the Holidays (Fernsehfilm)
- 2005: Deck the Halls (Fernsehfilm)
- 2008: Tödliches Kommando – The Hurt Locker
- 2009: Love Happens
- 2009: 2012
- 2010: Das A-Team – Der Film
- 2010: The King of Fighters
- 2011: Red Riding Hood – Unter dem Wolfsmond
- 2011: Ein Jahr vogelfrei! (The Big Year)
- 2012: The Cabin in the Woods
- 2016: The Unseen
- 2018: Travelers – Die Reisenden (Fernsehserie, 1 Episode)